# Sede Nova
Sede Nova är en kommun i Brasilien.   Den ligger i delstaten Rio Grande do Sul, i den södra delen av landet, 1 500 km söder om huvudstaden Brasília. Antalet invånare är 3 011.
Trakten runt Sede Nova består till största delen av jordbruksmark. Runt Sede Nova är det ganska glesbefolkat, med 24 invånare per kvadratkilometer.